# Elodina anticyra
Elodina anticyra is een vlindersoort uit de familie van de Pieridae (witjes), onderfamilie Pierinae.
Elodina anticyra werd in 1910 beschreven door Fruhstorfer.